# Guerre de Comminges
La guerre de Comminges est un conflit opposant les maisons Foix-Béarn et Armagnac, avec l'appui de la Maison d'Albret. L'opposition se déclenche à la mort de Pierre-Raymond II de Comminges (ru) et se conclut par la victoire des troupes Foix-Béarn de Fébus à Cazères-sur-l'Adour en 1376.

## Déroulement
Foix-Béarn et Armagnac se livrent une lutte pendant plusieurs années pour la domination du piémont pyrénéen. Fébus a déjà vaincu les troupes d'Armagnac lors de la bataille de Launac en 1362. Ici, la nouvelle opposition prend racine dans la mort du comte Pierre-Raymond II de Comminges en 1375. Fébus revendique cette terre au nom de sa mère Aliénor de Comminges, tandis que Jean II d'Armagnac souhaite marier l'un de ses fils à Marguerite, fille et héritière de Pierre-Raymond II. Les hostilités s'engagent en 1376, Fébus convoque ses troupes en Béarn en juin. Il peut compter sur 2 000 hommes, dont 753 cavaliers et 1 133 hommes de pieds, et 1 064 chevaux. Avec le concours du pays de Foix, Fébus dispose d'environ 4 000 hommes. Une force de frappe inégalable pour les autres seigneurs méridionaux.
Fébus passe à l'attaque au mois de juillet 1376, et s'assure le contrôle de la vallée de la Garonne entre Rieux-Volvestre et Cazères. Le clan Armagnac contre-attaque avec Menaud de Barbazan, prend le contrôle de Montesquieu-Volvestre mais échoue à prendre Pamiers. Une guerre de mouvement se déroule ensuite entre Barcelonne-du-Gers ou encore Monpezat, dans laquelle Fébus capture Menaud de Barbazan. Jean II d'Armagnac remporte un succès notable en prenant Cazères-sur-l'Adour, mais une contre-attaque de Fébus en novembre 1376 lui permet de reprendre la ville. Il capture ainsi Jean II d'Armagnac, accompagné par 200 chevaliers. Les vaincus doivent sortir de Cazères-sur-l'Adour par une brèche dans les murailles. La guerre de Comminges se termine par un franc succès pour Fébus, malgré des pertes lourdes.